# Diocesi di Hamar

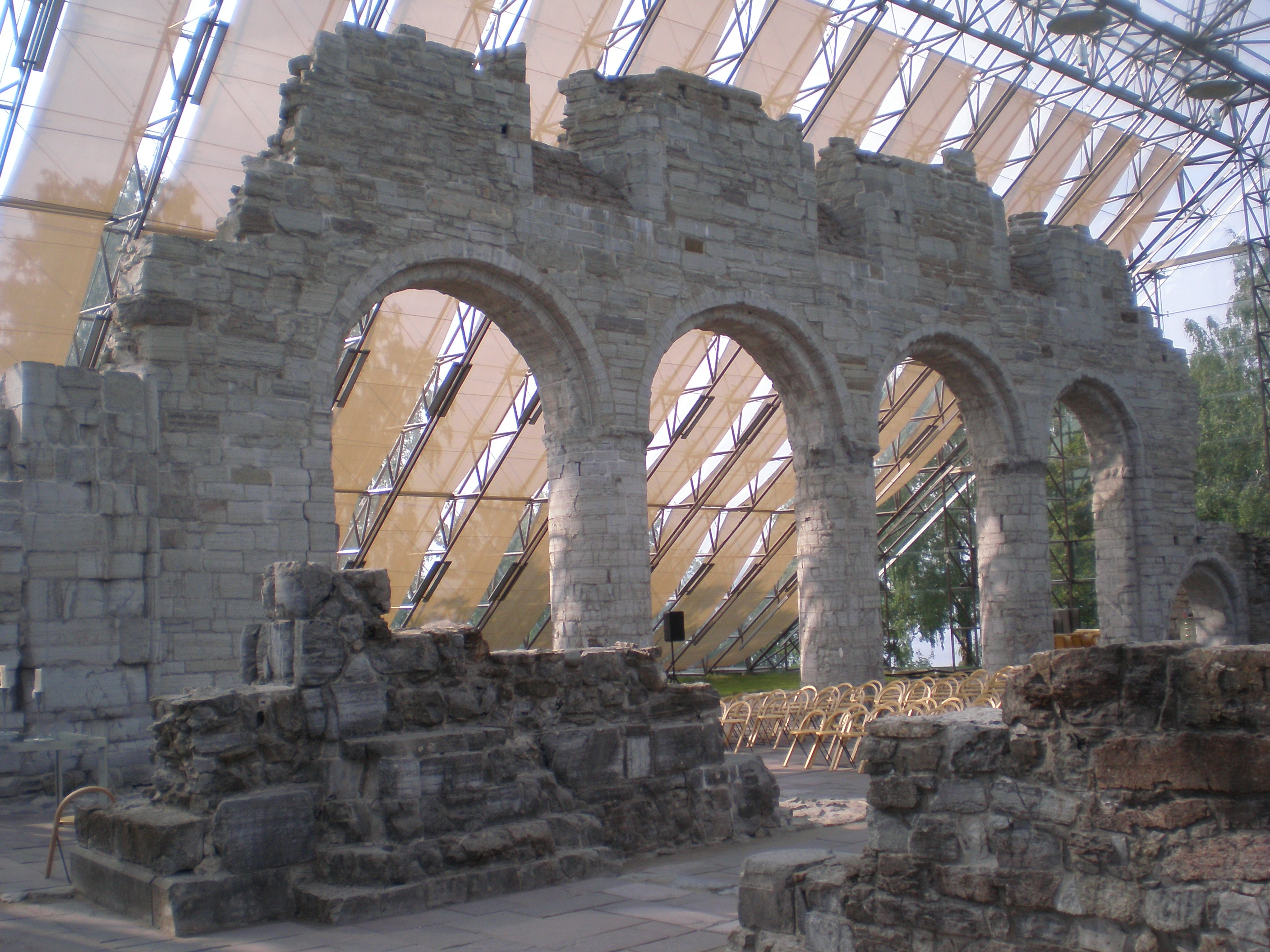
Resti dell'antica cattedrale.

La diocesi di Hamar (in latino: Dioecesis Hamarensis) è una sede soppressa della Chiesa cattolica in Norvegia.

## Territorio
La diocesi comprendeva parte dei territori delle odierne contee norvegesi di Innlandet e Buskerud, ed alcuni odierni comuni nelle contee di Telemark, (Hjartdal, Notodden, Seljord, Tinn e Vinje).
Sede vescovile era la città di Hamar, dove si trovava la cattedrale della Santissima Trinità, ora ridotta in rovina.

## Storia
Nel 1152 il papa aveva inviato in Norvegia un legato, il cardinale inglese Nicolas Brekspeare (futuro Papa Adriano IV) per organizzare una provincia ecclesiastica nei domini norvegesi. In questa occasione fu eretta la diocesi di Hamar, separandone il territorio dalla diocesi di Oslo, resa suffraganea dell'arcidiocesi di Nidaros.
Primo vescovo fu Arnaldo, trasferito dalla diocesi di Garðar in Groenlandia, che iniziò ben presto la costruzione della cattedrale, ultimata dal vescovo Paolo a metà del XIII secolo. In seguito l'edificio fu ingrandito in stile gotico.
Si hanno poche notizie sul capitolo dei canonici della cattedrale. Sembra che fino agli inizi del XIV secolo fosse il capitolo di Oslo a eleggere i vescovi di Hamar. In quest'epoca sono documentati a Hamar la residenza dei vescovi, quella dei canonici, una scuola, forse monastica. Tutti questi edifici sono ridotti oggi a ruderi, perché la città medievale di Hamar andò distrutta nella seconda metà del XVI secolo e la città moderna sorse solo nell'Ottocento.
Tra i vescovi di Hamar, si ricorda in particolare il cistercense Torfinn (1278-1285). Costretto a fuggire dalla Norvegia, riparò dapprima a Roma e poi nel monastero cistercense di Ter Doest a Bruges, dove morì. Qui fu fatto oggetto di culto e di venerazione.
Tra settembre e novembre 1349 il territorio di Hamar fu devastato dalla peste, che, secondo alcune stime, portò alla morte due terzi della popolazione, tra cui anche il vescovo Hallvard.
All'inizio del XVI secolo in Norvegia si consolidò un movimento antidanese, di cui sembra facesse parte anche il vescovo Karl Jensson Skonk. Fatto prigioniero con un inganno, morì nel 1512.
Il suo successore fu anche l'ultimo vescovo cattolico di Hamar, Mogens Lauritsson (1513-1542). Nel 1537 la Danimarca passò al luteranesimo e con essa anche tutti i suoi possedimenti. Il re ordinò l'arresto di tutti i vescovi. Lauritsson decise di arrendersi senza colpo ferire; arrestato, fu esiliato in un monastero danese dove morì.
La città smise di essere sede vescovile (solo nel 1864 venne costituita l'attuale diocesi luterana di Hamar); la stessa cattedrale venne distrutta nel 1567 dalle truppe svedesi durante una guerra e la città non ebbe più una chiesa importante fino alla costruzione della moderna cattedrale luterana.

## Cronotassi dei vescovi
- Arnald † (1152 - ? deceduto)
- Orm † (menzionato nel 1164)
- Ragnar †
- Torir †
- Ivar Skjalg † (29 giugno 1194 - 1221 deceduto)
- Hallvard † (1221 - 1231 deceduto)
- Pål † (1232 - 1251 deceduto)
- Peter, O.P. † (11 marzo 1253 - 1250 deceduto)
- Gilbert † (4 marzo 1263 - dopo il 1275 dimesso)
- Torfinn, O.Cist. † (1278 - 8 gennaio 1285 deceduto)
- Jørund † (1286 - 15 febbraio 1287 nominato arcivescovo di Nidaros)
- Torstein † (1288 - 1304 deceduto)
- Ingjald † (1306 - 1314 deceduto)
- Bottolf † (1318 - 1319 deceduto)
- Hallvard † (7 luglio 1320 - 1349 deceduto)
- Olaf †
- Håvard † (agosto 1351 - 1363 deceduto)
- Magnus Slangestorp, O.P. † (29 maggio 1364 - 1380 deceduto)
- Sigurd † (1383 - 1419 deceduto)
- Annbjørn Sunnulvsson † (24 gennaio 1420 - ? deceduto)
- Peder Boson † (8 luglio 1433 - dopo agosto 1440 deceduto)
- Gunnar Thorgardsson † (giugno 1442 - 1473 deceduto)
- Karl Sigurdsson Skaktavl † (22 dicembre 1476 - 28 dicembre 1487 deceduto)
- Herman Trulsson † (28 maggio 1488 - circa 1503 deceduto)
- Karl Jensson Skonk † (1504 - 1512 deceduto)
- Mogens Lauritsson † (1513 - 1542 deceduto)